# Herbertus
Herbertus là một chi rêu tản thuộc họ Herbertaceae.

## Danh sách loài
Chi này có các loài sau (tuy nhiên danh sách này có thể chưa đủ):
- Herbertus angustevittatus
- Herbertus angustissimus
- Herbertus arcticus
- Herbertus armitana
- Herbertus borealis, Crundw.
- Herbertus capensis
- Herbertus ceylanicus
- Herbertus circinatus
- Herbertus decurrens
- Herbertus dicranus
- Herbertus divaricatus
- Herbertus divergens
- Herbertus doggeltianus
- Herbertus durandii
- Herbertus elliottii
- Herbertus evittatus
- Herbertus fleischeri
- Herbertus fragilis
- Herbertus giraldianus
- Herbertus giulianettii
- Herbertus grossevittatus
- Herbertus helleri
- Herbertus himalayanus
- Herbertus hutchinsiae
- Herbertus javanicus
- Herbertus juniperinus
- Herbertus juniperoideus
- Herbertus kurzii
- Herbertus leratii
- Herbertus limbatus
- Herbertus lobatus
- Herbertus mascarenicus
- Herbertus nilgerriensis
- Herbertus oblongifolius
- Herbertus parisii
- Herbertus perrottetii
- Herbertus pinnatus
- Herbertus pusillus
- Herbertus ramosus
- Herbertus runcinatus
- Herbertus sakuraii
- Herbertus sendtneri
- Herbertus seriatus
- Herbertus setiger
- Herbertus sikkimensis
- Herbertus spinosissimus
- Herbertus stramineus
- Herbertus stuhlmannii
- Herbertus subdentatus